# William Baziotes
William Baziotes (Pittsburgh, Pensilvania, Estados Unidos, 11 de junio de 1912 - Nueva York, 6 de junio de 1963) fue un pintor de tendencia surrealista dentro del expresionismo abstracto.

## Biografía
Sus padres eran griegos. En 1936, después de estudiar en la National Academy of Design de Nueva York, William Baziotes enseñó arte en la Universidad de Nueva York. Tuvo por maestros a Charles Curran, Ivan Olinsky, Gifford Beal y a Leon Kroll. Dio igualmente conferencias sobre arte moderno y comenzó a pintar obras abstractas.
Descubrió el surrealismo y las teorías freudianas sobre el sueño, que aplicó a su pintura mediante procedimientos inspirados en el automatismo, e introdujo una imaginería onírica. Se interesó igualmente por el collage.
Participó en la exposición First papers of surrealisme, organizada en Nueva York por André Breton y Marcel Duchamp (14 de octubre a 17 de noviembre) y después en la Exposición internacional del collage organizada por Peggy Guggenheim (1943). 
En uno de sus collages « The Drugged ballonist », William Baziotes sugiere la idea de metamorfosis incesantes de la naturaleza. En 1947, cuando la mayor parte de los pintores estadounidenses se apartan del surrealismo, Baziotes expuso en la galería Maeght de París para la Exposición internacional del surrealismo, organizada por Breton. 
El inconsciente y el bestiario fabuloso conjugados a los procedimientos del automatismo son los principales temas de sus cuadros entre los que se destaca la influencia de Joan Miró y de Max Ernst. 

## Principales obras
- « Pintura colectiva», 1941, realizada en colaboración con Gerome Kamrowski y Jackson Pollock
- « The Drugged ballonist », collage, 1942
- « Dragon », 1950
- « Toy world », 1951
- « El pájaro blanco »
- « Congo »
- « Mundo de Luna »
- « Noche verde »
- « Brumas »
- « Poemas automáticos », 1942, en colaboración con Jackson Pollock y Robert Motherwell

## Fuente bibliográfica
« Dictionnaire général du surréalisme et de ses environs », bajo la dirección de Adam Biro y René Passeron, Presses universitaires de France, París, 1982